# Amintore Fanfani
Amintore Fanfani, italijanski politik, * 6. februar 1908, Pieve Santo Stefano, † 20. november 1999, Rim.
Fanfani je bil minister za notranje zadeve Italije (1953-1954, 1987-1988), predsednik vlade Italije (1954, 1958-1959, 1960-1963, 1982-1983, 1987), minister za zunanje zadeve Italije (1958-1959, 1962, 1965, 1966-1968), predsednik generalne skupščine Združenih narodov (1965-1966) in predsednik Italije (1978).